# ماندگار (آلبوم)
 ماندگار نام یک آلبوم موسیقی اثر ناصر عبداللهی، هنرمند ایرانی است که در سبک پاپ تهیه شده و دارای ۱۰ آهنگ است. این آلبوم پس از مرگ ناصر عبداللهی در زمستان ۱۳۸۵ منتشر شد .

## فهرست آهنگ‌ها
| ردیف | آهنگ           |
| ۱    | منو ببخش       |
| ۲    | صحنه           |
| ۳    | تنها           |
| ۴    | فصل بهار       |
| ۵    | بهت نگفتم      |
| ۶    | خونه           |
| ۷    | راز            |
| ۸    | دلتنگ          |
| ۹    | مهر علی و زهرا |
| ۱۰   | بدون کلام      |